# Ralph J. Scott
Le Ralph J. Scott est un bateau-pompe américain, construit en 1925, connu aussi sous le nom de Fireboat #2. Il a servi au Los Angeles Fire Department (LAFD) du port de Los Angeles.
Il a pris sa retraite en 2003 après 78 ans de bons et loyaux services, et a été remplacé par le Warner L. Lawrence.
Son nom est celui d'un ancien ingénieur en chef du LAFD.

## Exposition
Vu son mauvais état de fin de carrière, le Ralph J. Scott a été retiré de l'eau. Il est désormais exposé à quai, proche du Musée maritime de Los Angeles, dans le quartier de San Pedro.
Il est répertorié comme US National Historic Landmark depuis 1989.